# Wladimir Paltschewski
Wladimir Paltschewski (russisch Владимир Пальчевский) ist ein ehemaliger sowjetischer Skispringer.

## Werdegang
Paltschewski bestritt sein erstes und einziges internationales Turnier mit der Vierschanzentournee 1963/64. Nachdem er beim Auftaktspringen auf der Schattenbergschanze in Oberstdorf auf den 15. Platz sprang, ließ er das Springen in Garmisch-Partenkirchen aus. In Innsbruck auf der Bergiselschanze landete er auf einem guten 20. Platz, bevor er die Tournee auf dem 12. Rang von der Paul-Außerleitner-Schanze in Bischofshofen abschloss. In der Gesamtwertung erreichte er mit 784,5 Punkten Rang 18.

## Erfolge

### Vierschanzentournee-Platzierungen
| Saison  | Platz | Punkte |
| ------- | ----- | ------ |
| 1963/64 | 18.   | 784,5  |